# Totana
Totana – gmina w Hiszpanii, w prowincji Murcja, w Murcji, o powierzchni 288,93 km². W 2011 roku gmina liczyła 30 549 mieszkańców.

## Współpraca
- Kalocsa, Węgry